# Palazzo Adriano

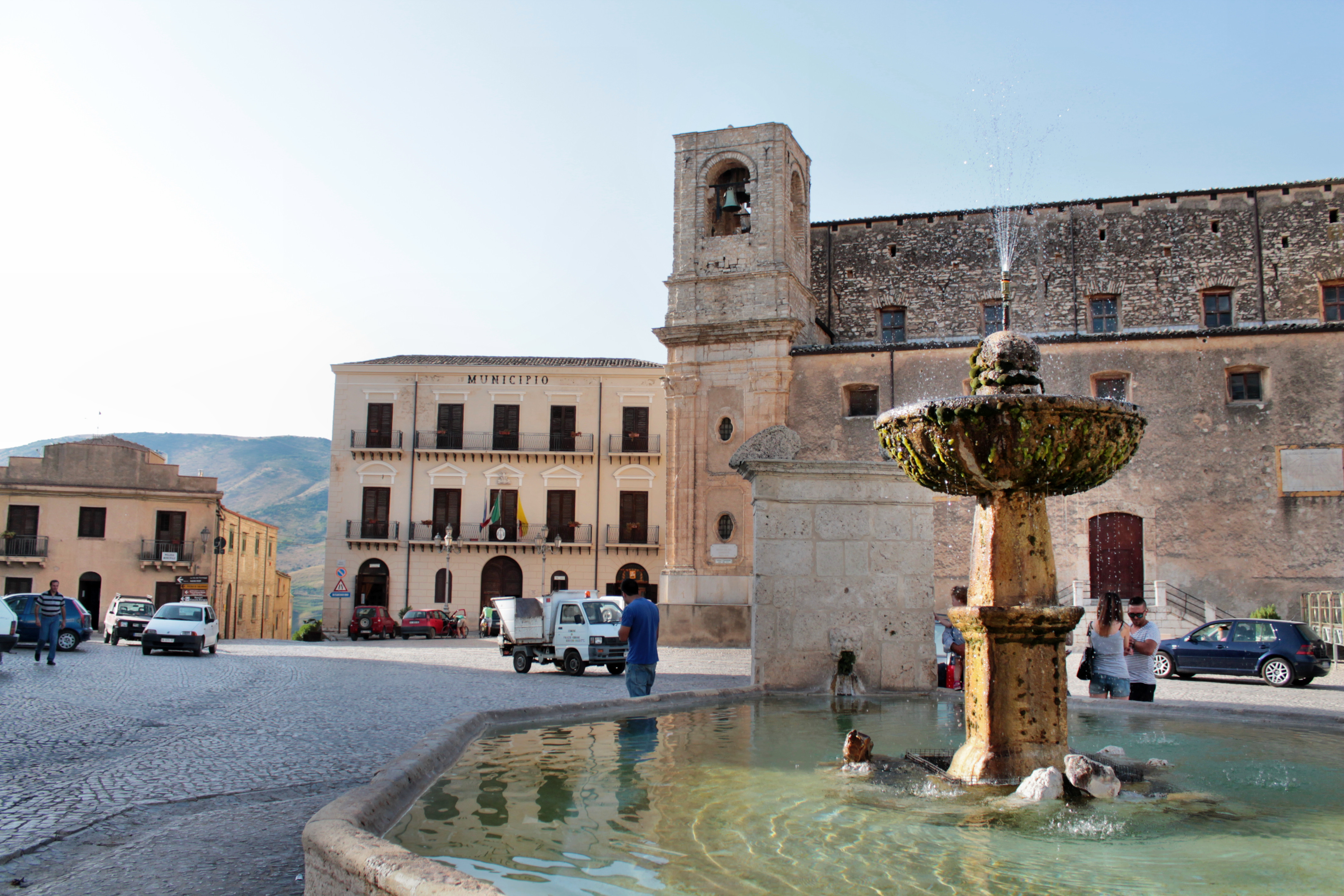
Fuente octogonal de la plaza Umberto I (1608)

Palazzo Adriano es una localidad italiana situada en la ciudad metropolitana de Palermo, Sicilia. Tiene una población estimada, a fines de octubre de 2021, de 1848 habitantes.
Es una colonia de origen albanés del siglo XV. A pesar de haber abandonado el uso de la lengua materna, gran parte de su población conserva el rito bizantino de los exiliados albaneses que la fundaron. Si se solicita, la administración municipal también puede utilizar el idioma albanés en documentos oficiales y señales de tráfico, de conformidad con la legislación vigente que protege las minorías etnolingüísticas.
Conocida por ser uno de los escenarios principales de la película ganadora del Oscar Cinema Paradiso (1988), es un centro dedicado sobre todo a la agricultura y al sector primario. En 2014 obtuvo de la región de Sicilia el reconocimiento de "lugar con vocación turística".
Entre los productos agrícolas más cultivados están los cereales, aceitunas, uvas e higos. Destaca la cría de ganado vacuno y ovino, así como la elaboración de productos lácteos.
En noviembre de 2021, el diario inglés The Guardian dedicó una nota a Palazzo Adriano como el municipio italiano que alcanzó un 104% de personas vacunadas contra el COVID-19. Al explicar los extraños datos, que obedecen a que incluso personas no residentes vacunadas en Palazzo Adriano han sido contabilizadas en las estadísticas, el alcalde Nicolò Granà confirmó que la población local comprendió la gravedad de la situación sanitaria y, por lo tanto, fue vacunada en masa.

## Evolución demográfica
| Gráfica de evolución demográfica de Palazzo Adriano entre 1861 y 2021 |
|                                                                       |
| Fuente ISTAT - Elaboración gráfica por parte de Wikipedia             |